# Ганушевський Степан Михайлович
Степа́н Миха́йлович Гануше́вський (5 березня 1917, Дора, Івано-Франківська область — 30 вересня 1996, Рочестер (Нью-Йорк), США) — бандурист.

## Життєпис

Степан Ганушевський при Капелі бандуристів імені Тараса Шевченка (третій справа у першому ряду).

Народився у селі Дорі біля Яремчого. Батько, Михайло Ганушевський, був з 1911 парохом с. Дора, потім Угорників біля Станиславова. 1935 року сюди приїхав із концертом Кость Місевич і жив у родині Ганушевських. Степан перейняв від нього перші уроки гри на бандурі.
Закінчивши гімназію, 1937 року переїхав до Львова, де відвідував Вищий музичний інститут імені М.Лисенка.
1940 — почав грати у групі бандуристів під керівництвом Юрія Сінґалевича.
1944 — виїхав у Німеччину, де вступив до складу Капели бандуристів імені Тараса Шевченка і виступав як соліст. 1949 року емігрував у США і поселився у Філадельфії. Там створив ансамбль бандуристів, який часто виступав по містах США та Канади.
1955 — переїхав до Рочестеру. В 1960-их роках тяжко захворів.

## Записи на платівки
1950 року з ансамблем записав на платівки шість пісень, які видала книгарня «Сурма» у Нью-Йорку:
- «Я сьогодні від вас від'їжджаю»,
- «Зелений гай»,
- «Ой там попід лісом»,
- «Гей степами»,
- «Цвіла, цвіла калинонька — Світить місяць»,
- «Пливе човен».

1953 року з ансамблем записав на платівки шість пісень, які видала «Арка» у Нью-Йорку:
- «Розпрощався стрілець»,
- «Заплакали карі очі»,
- «Ой горе тій чайці»,
- «Добровольці йдуть шляхом»,
- «Гей маршують вже повстанці»,
- «Я син лісів».

Більшість пісень, тематично сполучені з УПА, були часто перевидані поодиноко та у збірках, де часами помилково приписують деякі записи ансамблеві Ганушевського, такі як «Пісні Української Повстанської Армії — І» та «Пісні Української Повстанської Армії — ІІ».